# Centrale elettronucleare di Shippingport
La centrale nucleare di Shippingport è stata la prima centrale elettrica atomica su larga scala al mondo dedicata esclusivamente ad usi pacifici. Si trovava vicino all'attuale stazione di generazione nucleare di Beaver Valley sul fiume Ohio, nella contea di Beaver, Pennsylvania, Stati Uniti, a circa 40 km da Pittsburgh.
Il reattore raggiunse la criticità il 2 dicembre 1957 e, a parte gli arresti per tre cambiamenti fondamentali, rimase in funzione fino all'ottobre 1982. La prima energia elettrica fu prodotta il 18 dicembre 1957 mentre gli ingegneri sincronizzavano l'impianto con la rete di distribuzione di Duquesne Light Azienda.
Il primo nucleo utilizzato a Shippingport proviene da una portaerei a propulsione nucleare cancellata e utilizzava l'uranio altamente arricchito (93% U-235) come combustibile "da seme" circondato da una "coperta" di U naturale -238, in un cosiddetto disegno di semi e coperte; nel primo reattore circa metà dell'energia proveniva dal seme. Il primo reattore core di Shippingport si è rivelato in grado di produrre 60 MWe un mese dopo il suo lancio. Il secondo nucleo era progettato in modo simile ma più potente, con un seme più grande. Il seme altamente energetico ha richiesto più cicli di rifornimento rispetto alla coperta in questi primi due nuclei.
Il terzo e ultimo nucleo utilizzato a Shippingport era un reattore sperimentale, moderato per acqua leggera, con allevatore termico. Mantenne lo stesso disegno di semi e coperte, ma il seme era ora uranio-233 e la coperta era fatta di torio. Essendo un reattore di allevamento, aveva la capacità di trasmutare il torio relativamente poco costoso in uranio-233 come parte del suo ciclo del combustibile. Il rapporto di riproduzione raggiunto dal terzo nucleo di Shippingport era di 1,01. Nel corso della sua vita di 25 anni, la centrale di Shippingport ha funzionato per circa 80.324 ore, producendo circa 7,4 miliardi di chilowattora di elettricità.
A causa di queste peculiarità, alcune fonti non governative etichettano Shippingport un "reattore PWR dimostrativo" e ritengono che il "primo PWR completamente commerciale" negli Stati Uniti sia stato Yankee Rowe. Critica è incentrata sul fatto che lo stabilimento di Shippingport non era stato costruito secondo specifiche commerciali. Di conseguenza, il costo di costruzione per chilowatt a Shippingport era circa dieci volte superiore a quello di una centrale elettrica convenzionale.

## Costruzione
Nel 1953, il presidente degli Stati Uniti Dwight D. Eisenhower tenne il suo discorso intitolato Atomi per la pace alle Nazioni Unite. La generazione di energia nucleare commerciale era la pietra angolare del suo piano. Una proposta della Duquesne Light Company fu accettata dall'ammiraglio Rickover e iniziarono i piani per la centrale atomica di Shippingport.
Il giorno del lavoro, il 9 settembre 1954, fu rotto il terreno. Il presidente Eisenhower iniziò a distanza il primo cucchiaio di terra durante la cerimonia. Il reattore raggiunse la prima criticità alle 4:30 del 2 dicembre 1957. Sedici giorni dopo, il 18 dicembre, fu generata la prima energia elettrica e la piena potenza fu raggiunta il 23 dicembre 1957, sebbene la stazione sia rimasta in modalità test. Eisenhower aprì la centrale atomica di Shippingport il 26 maggio 1958. L'impianto fu costruito in 32 mesi al costo di $ 72,5 milioni.
Il tipo di reattore utilizzato a Shippingport era una questione di opportunità. La Commissione per l'energia atomica ha sollecitato la costruzione di un reattore integrato nella rete pubblica. L'unico reattore adatto disponibile all'epoca era quello destinato alla portaerei a propulsione nucleare desiderata dalla Marina, ma che Eisenhower aveva appena posto il veto.
Kenneth Nichols dell'AEC ha affermato che "è diventato evidente" che il reattore ad acqua pressurizzata Rickover-Westinghouse destinato a una portaerei era "la scelta migliore per un reattore per dimostrare la produzione di elettricità" con Rickover "con un'organizzazione funzionante e un reattore progetto in corso che ora non aveva alcun uso specifico per giustificarlo ". Ciò è stato accettato da Lewis Strauss e dalla Commissione nel gennaio del 1954. L'accettazione di Duquesne Light come partner di utilità è stata annunciata l'11 marzo. La cerimonia inaugurale di agosto è stata iniziata da Eisenhower di Denver, dove ha tenuto un discorso sull'energia atomica durante la Festa del Lavoro;
L'origine del progetto spiega perché il reattore Shippingport ha utilizzato l'uranio arricchito al 93%, a differenza dei successivi reattori di potenza commerciali che non superano l'arricchimento del 5%. Altre differenze significative rispetto ai reattori commerciali includono l'uso dell'afnio per le sue barre di controllo, sebbene fossero necessarie e utilizzate solo nelle sementi del reattore. Shippingport è stato creato e gestito sotto l'egida dell'ammiraglio Hyman G. Rickover, la cui autorità includeva un ruolo sostanziale all'interno della Commissione per l'energia atomica degli Stati Uniti.

## Core
Il reattore Shippingport è stato progettato per ospitare diversi core durante la sua vita; tre sono stati usati.
Il primo, installato nel 1957, conteneva 14,2 tonnellate di uranio naturale (la "coperta") e 165 libbre di uranio ad alto arricchimento (93% U-235) (il "seme"); nonostante questa disparità di massa, circa la metà del potere è stato generato nel seme. Il seme fu esaurito più rapidamente della coperta e fu riempito tre volte durante la vita del primo nucleo. Sette anni dopo (quando funzionava con il suo quarto seme) il primo nucleo fu ritirato, dopo aver prodotto 1,8 miliardi di chilowattora di elettricità.
Il secondo core aveva aumentato la capacità di generazione (più di cinque volte) e la strumentazione per misurare le prestazioni, ma per il resto utilizzava lo stesso design di semi e coperte. Per il secondo core, il volume del seme era del 21% del volume totale del core. Il secondo nucleo richiedeva quindi solo un rifornimento di semi. Ha iniziato a funzionare nel 1965 e nei nove anni successivi ha generato quasi 3,5 miliardi di chilowattora di elettricità. Nel 1974 il generatore di turbina subì un guasto meccanico, causando l'arresto dell'impianto.
Il terzo e ultimo nucleo era un allevatore di acqua leggera, che iniziò a funzionare nell'agosto del 1977 e dopo che i test furono portati alla massima potenza entro la fine di quell'anno. Ha usato pellet di biossido di torio e ossido di uranio-233; inizialmente il contenuto di U233 del pellet era del 5-6% nella regione del seme, dell'1,5-3% nella regione della coperta e nessuno nella regione del riflettore. Ha funzionato a 236 MWt, generando 60 MWe e alla fine ha prodotto oltre 2,1 miliardi di chilowattora di elettricità. Dopo cinque anni (29.000 ore effettive a piena potenza) il nucleo è stato rimosso e si è scoperto che conteneva quasi l'1,4% in più di materiale fissile rispetto a quando era installato, dimostrando che si era verificato un allevamento.

## Messa fuori servizio
Il 1º ottobre 1982, il reattore cessò di funzionare dopo 25 anni. Smantellamento della struttura iniziò nel settembre 1985. Nel dicembre 1988, l'assemblaggio del contenitore a pressione del reattore / serbatoio a neutroni da 956 tonnellate (870-T) fu rimosso dall'edificio di contenimento e caricato su mezzi di trasporto terrestri in preparazione per la rimozione dal sito e la spedizione in una struttura di sepoltura nello stato di Washington. Il sito è stato ripulito e rilasciato per uso illimitato. Mentre il reattore di trasporto marittimo è stato messo fuori servizio, le unità 1 e 2 della stazione di generazione nucleare di Beaver Valley sono ancora autorizzate e in funzione sul sito.
La pulizia di 98 milioni di dollari (stima del 1985) di Shippingport è stata utilizzata come esempio di una disattivazione riuscita del reattore da parte di sostenitori dell'energia nucleare; tuttavia, i critici sottolinea che Shippingport era più piccola della maggior parte delle centrali nucleari commerciali, maggior parte dei reattori negli Stati Uniti sono circa 1.000 MWe, mentre Shippingport era solo 60 MWe. Altri sostengono che si è trattato di un eccellente caso di prova per dimostrare che un sito del reattore poteva essere messo fuori servizio in sicurezza e un sito rilasciato per un uso illimitato. Il porto marittimo, sebbene un po' più piccolo di un grande reattore commerciale oggi, era rappresentativo, con quattro generatori di vapore, pressurizzatore e reattore. Il solo reattore, quando imballato per la spedizione, pesava oltre 1000 tonnellate (921 tonnellate di peso della nave più il peso di uno skid strutturale in acciaio) e fu spedito con successo per via navigabile per la sepoltura presso la prenotazione di Hanford. Anche la nave del reattore proveniente dalla centrale nucleare di Trojan (situata in Oregon), fu spedita con successo per via navigabile al sito di Hanford; un viaggio molto più breve rispetto al reattore Shippingport.
In seguito alla disattivazione di Shippingport, altri tre grandi reattori commerciali sono stati completamente livellati: La centrale nucleare di Yankee Rowe è stata completamente disattivata nel 2007 con la Nuclear Regulatory Commission (NRC) degli Stati Uniti che ha notificato a Yankee che agosto che l'ex sito dell'impianto era stato completamente disattivato in conformità con procedure e regolamenti NRC; Centrale nucleare di Maine Yankee completamente dismessa nel 2005 e Connecticut Yankee Nuclear Power Plant. Tutti e tre i precedenti siti di reattori commerciali sono stati riportati alle condizioni di campo verde e sono aperti ai visitatori.